# Stefan Dragutin

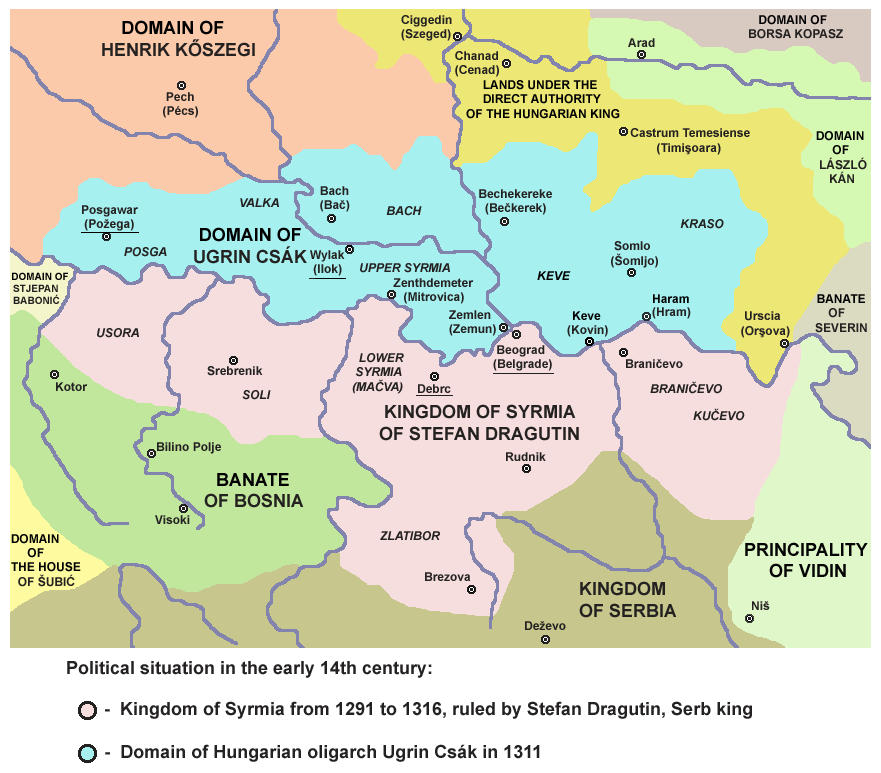

Stefan Dragutin (Servisch: Стефан Драгутин) (1252 — 12 maart 1316) was de oudste zoon van Stefan Uroš I en koning van Servië van 1276 tot 1282. Hij was getrouwd met Catharina van Hongarije, de dochter van de Hongaarse koning Stefanus V van Hongarije. 
Zijn kinderen waren:
- Stefan Vladislav II, koning van Srem (1316-1325)
- Elisaveta (Јелисавета) of Jelisaveta van Servië, in 1284 gehuwd met de Bosnische ban Stefan I Kotromanić, en moeder van Stefan II van Bosnië
- Ursula, gehuwd met Pavel Shubich Bribirsky
- Urošic (Урошиц), monnik.

Dragutin stond bekend om zijn loyaliteit tegenover de Hongaarse kroon. Dit veroorzaakte echter een conflict met zijn vader. Toen deze een veldtocht ondernam tegen Hongarije in 1269, en daarin neergeslagen werd, werd zijn zoon Dragutin onder druk van Hongarije als mederegent aangesteld. Hij richtte zich echter tegen zijn vader toen die in 1275 de Republiek Dubrovnik (Ragusa) trachtte te veroveren: met de steun van Hongarije en Dubrovnik verzamelde hij een leger, dat het leger van zijn vader versloeg.
De Servische adel vreesde een te grote invloed van Hongarije (en sommigen vreesden zelfs meer; een annexatie door Hongarije), en zo werd Dragutin in 1282 afgezet, en opgevolgd door zijn jongere broer Milutin.
Na zijn afzetting bleef Dragutin vazal in Noord-Servië, en bekwam hij - omwille van zijn huwelijk met een Hongaarse prinses - Belgrado en Syrmië, en tevens Só en Osora in Oost-Bosnië, waar hij tot 1316 heerste. Zijn nieuwe staat heette het Koninkrijk Srem, dat bestond uit Nedersrem (het huidige Mačva). Oppersrem (het huidige Srem) werd geregeerd door Ugrin Čak. Dragutin veroverde samen met zijn broer Milutin enkele gebieden in Oost-Servië.
Dragutin trok zich als monnik terug in het klooster Đurđevi Stupovi bij Ras, waar hij stierf in 1316. Zijn zoon Stefan Vladislav schonk de gebieden van zijn vader terug aan de Hongaarse kroon; Milutin echter heroverde de zuidelijke gebieden. Hij wordt als heilige gevierd op 30 oktober.